# Jason Gould
Jason Emanuel Gould (Nueva York, 29 de diciembre de 1966) es un actor, cantante y cineasta estadounidense, hijo de la actriz y cantante Barbra Streisand y del actor Elliott Gould. Inició su carrera en la década de 1970 como actor infantil y en 1989 realizó su primer papel importante en el largometraje Say Anything..., de Cameron Crowe. A partir de entonces ha registrado apariciones en producciones de teatro y cine.

## Filmografía

### Cine
| Año  | Título                    | Género            | Papel            | Notas                          |
| ---- | ------------------------- | ----------------- | ---------------- | ------------------------------ |
| 1972 | Up the Sandbox            | Comedia           | Niño             |                                |
| 1989 | Say Anything...           | Comedia romántica | Mike Cameron     |                                |
| 1989 | Listen to Me              | Drama             | Hinkelstein      |                                |
| 1989 | The Big Picture           | Comedia           | Carl Manknik     |                                |
| 1991 | El príncipe de las mareas | Comedia romántica | Barnard Woodruff |                                |
| 1996 | Subterfuge                | Drama             | Alfie Slade      |                                |
| 1997 | Inside Out                | Comedia           | Aaron            | Director, productor, guionista |
| 2000 | Boys Life 3               | Comedia romántica | Aaron            | Segmento "Inside Out"          |

### Teatro
| Año  | Título                    | Género | Papel | Teatro       | Ubicación            |
| ---- | ------------------------- | ------ | ----- | ------------ | -------------------- |
| 1997 | The Twilight of the Golds | Drama  | David | Arts Theatre | Londres, Reino Unido |